# Erica Gimpel

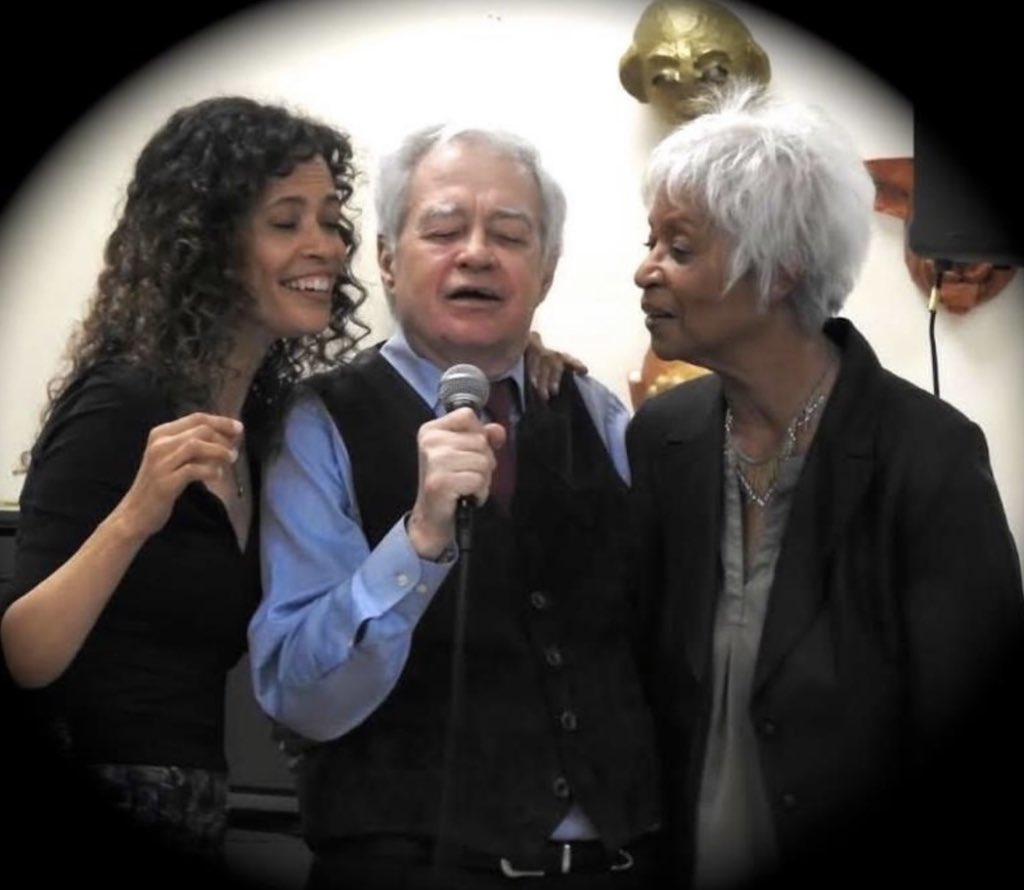
Erica Gimpel mit ihrem Vater und ihrer Mutter

Erica Fawn Gimpel (* 25. Juni 1964 in New York City, New York) ist eine US-amerikanische Film- und Fernsehschauspielerin und Sängerin und wurde wegen ihrer Rolle in Fame – Der Weg zum Ruhm bekannt.

## Leben
Erica Gimpel ist Tochter der Musicaldarstellerin Phyllis Bash und des Autors Joseph Gimpel. 1982 graduierte sie an der New York's High School For The Performing Arts. Kurz nach ihrem Abschluss wurde sie als Coco Hernandez in der Serie Fame – Der Weg zum Ruhm eingesetzt und wirkte auch beim Musikprojekt The Kids from Fame mit. 1985 bis 1986 spielte sie Semiramis in Fackeln im Sturm. Ab 1996 spielte sie Angel Brown in der Serie Profiler. Ab 1997 war sie als Adele Newman in Emergency Room zu sehen.

## Filmografie (Auswahl)
- 1982–1987: Fame – Der Weg zum Ruhm (Fame, Fernsehserie, 62 Folgen)
- 1985–1986: Fackeln im Sturm (North and South, Fernsehserie, 10 Folgen)
- 1988: Die Bill Cosby Show (The Cosby Show)
- 1990: King of New York – König zwischen Tag und Nacht (King of New York)
- 1995: Tuesday Morning Ride
- 1995: Smoke
- 1996: Babylon 5 (Fernsehserie, 1 Folge)
- 1996–1999: Profiler (Fernsehserie, 45 Folgen)
- 1997–2003: Emergency Room – Die Notaufnahme (ER, Fernsehserie, 20 Folgen)
- 2001: Roswell (Fernsehserie, 3 Folgen)
- 2001: Impostor
- 2003: Freaky Friday – Ein voll verrückter Freitag (Freaky Friday)
- 2004: A Boyfriend for Christmas
- 2004–2006: Veronica Mars (Fernsehserie, 9 Folgen)
- 2006: Numbers – Die Logik des Verbrechens (Numb3rs, Fernsehserie, 1 Folge)
- 2006: Dr. House (House, Fernsehserie, 1 Folge)
- 2006, 2012: Criminal Minds (Fernsehserie, 2 Folgen)
- 2006–2007: Boston Legal (Fernsehserie, 4 Folgen)
- 2009: Grey’s Anatomy (Fernsehserie, 1 Folge)
- 2011: Schatten der Leidenschaft (The Young and the Restless, Fernsehserie, 10 Folgen)
- 2011–2012: Rizzoli & Isles (Fernsehserie, 2 Folgen)
- 2012: Nikita (Fernsehserie, 3 Folgen)
- 2012: True Blood (Fernsehserie, 1 Folge)
- 2013: Cult (Fernsehserie, 2 Folgen)
- 2016: The Catch (Fernsehserie, 1 Folge)
- 2018–2019: God Friended Me (Fernsehserie, 8 Folgen)
- 2021: Navy CIS: New Orleans (NCIS: New Orleans, Fernsehserie)
- 2022: 9-1-1 (Fernsehserie, Staffel 5, Folge 13)
- 2023: Mayfair Witches (Fernsehserie)
- 2024: Bang Bang